# 머리감기

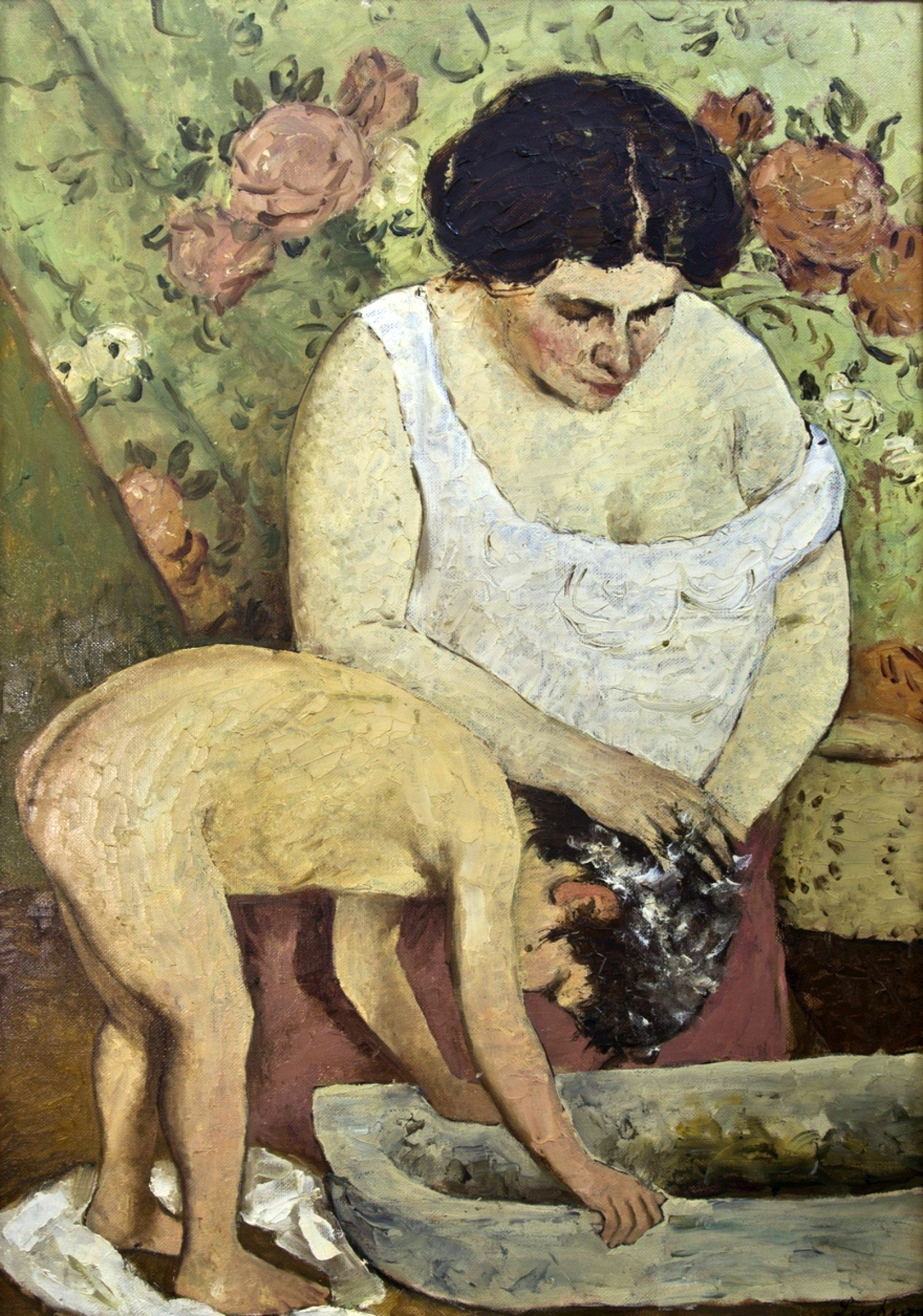
스테판 루키안 작품 중의 머리 감는 아이

머리감기(Hair washing)는 머리를 깨끗하게 유지하기 위한 미용 활동으로, 일반적으로 머리카락에 쌓인 피지를 제거하기 위해 시행된다. 사람들은 보통 샴푸나 비누와 같은 계면활성제를 머리에 바른 후, 물을 이용해 거품을 내고 이를 헹구는 방식으로 머리를 감는다. 이 과정에서 계면활성제는 머리카락에 붙어 있는 먼지와 함께 씻겨 나가며, 두피와 모발을 청결하게 유지하는 데 기여한다.
지나치게 빈번한 샴푸는 모발을 건조하게 만들 수 있으므로, 과학적 근거에 따르면 매일 머리를 감는 것은 피하는 것이 바람직하다. 건강하고 아름다운 모발을 유지하기 위해서는 개인의 두피 상태와 모발의 특성에 따라 적절한 빈도로 머리를 감는 것이 권장된다.
머리카락의 길이와 무관하게 두피의 청결과 건강을 유지하기 위해서는 샴푸 시 세심한 관리가 필요하다. 특히 장발의 경우, 모발 끝까지 충분한 영양과 수분을 공급하여 건강하고 윤기 있는 머릿결을 유지하는 데에 주의를 기울여야 한다.

## 미용실 쓰는 도구

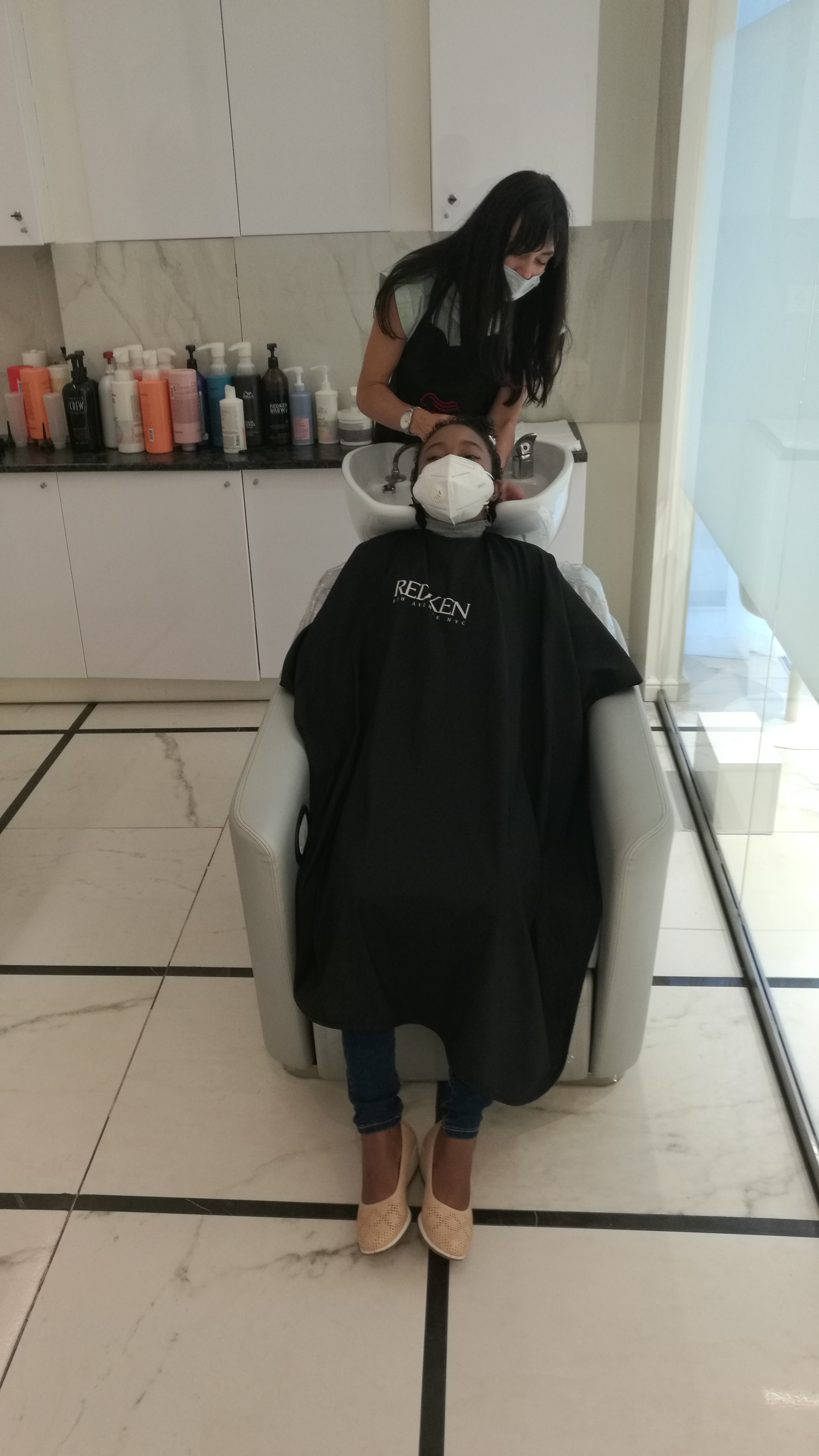
미용사가 감겨주는 서비스 (러시아)

미용사들은 머리 감기를 위해 전용 세면대를 사용하고, '뒤로 젖히는 방식'과 '앞으로 숙이는 방식' 두 가지가 있다. 일반적인 뒤로 젖히는 방식에서는, 고객이 의자에 앉아 머리를 뒤로 젖혀 세면대에 기대고, 미용사는 뒤에서 머리를 감긴다. 반면 앞으로 숙이는 방식에서는 고객이 세면대 위로 몸을 숙여 머리를 앞으로 내밀고, 미용사가 그 위에서 머리를 감아준다.

## 같이 보기
- 헤어 케어
- 샴푸
- 린스
- 노푸
- 머리카락
- 털